# 懼留孫
懼留孫（くりゅうそん）は、中国明代に成立した神怪小説『封神演義』に登場する仙人。崑崙十二大師のひとり。
夾竜山・飛雲洞の洞府。元始天尊の直弟子。後に入釈成仏し拘留孫仏となる。原文中の詩によると、紅玉のついた碧冠をかぶり、翡翠袍をまとって絹の帯で結び、手には竜虎を倒し妖怪を斬る、七つの星が輝く太阿剣を携えているという。
十絶陣の戦いで他の兄弟弟子と共に西岐を訪れ、姜子牙たちに助力した。その際に趙江を梱仙縄で生け捕り、地烈陣を破っている。
その後、弟子の土行孫が申公豹に唆されて商軍に加わったことを知ると下山し、指地成鋼の術を用いて大地を鋼に変えて、土行孫を捕らえた（土行孫は地下を進むことができるが、鋼には潜れないため、地中にいるときに土を鋼に変えられると身動きが取れなくなる）。だがこのとき土行孫が鄧嬋玉と繋足（夫婦になる）の縁があることを見抜いたため、彼を処刑せず嬋玉を周に迎えるよう姜子牙に提案した。
元始天尊の命令を受けて申公豹を待ち伏せしており、姜子牙が申公豹の奇襲を受けたとき彼を捕らえて元始天尊の元に連行した。また土行孫が余元に処刑されようとしたときには下山して助け、その後の戦いで余元を捕らえている。万仙陣の戦いでは亀霊聖母と戦った。
東征前に土行孫から前途の帰着を尋ねられたため、懼留孫は偈を与えたが、土行孫は意味を理解せず猛獣崖で張奎に殺害された。その後張奎を討つための計略を書いた書簡と、彼を封じるための指地成鋼符を姜子牙に送って助力している。